# Râle de Cuvier
Ne doit pas être confondu avec Râle à gorge blanche.
Dryolimnas cuvieri
Espèce
Statut de conservation UICN

 LC  : Préoccupation mineure
Le Râle de Cuvier (Dryolimnas cuvieri) est une espèce d’oiseaux de la famille des Rallidae et seul membre vivant du genre Dryolimnas. Il ne migre pas, n'ayant pas la faculté de voler. L'espèce ne compte plus que deux sous-espèces, une troisième étant éteinte. Elle vit à Madagascar, dans plusieurs îles de l'archipel des Seychelles et autres îles environnantes et n'est pas menacée.

## D. c. aldabranus
La sous-espèce D. c. aldabranus de l'île d'Aldabra, quelquefois considérée comme une espèce distincte, peut être appelée Râle d'Aldabra, et tyomityo en créole. En tsimihety, dialecte du malgache, il est nommé Kitsiabe na Tsikoza.
Une sous-espèce aptère jadis présente sur Aldabra disparu il y a 136 000 ans lors de l'élévation du niveau de la mer ; or 36 000 ans plus tard, à la suite du retrait des eaux, les oiseaux de la sous-espèce malgache ont de nouveau colonisé Aldabra, pour évoluer et devenir la sous-espèce contemporaine D. c. aldabranus, présentant les mêmes particularités aptères que la sous-espèce antérieure sur Aldabra ; on parle alors de désextinction itérative.

## Description
Le Râle de Cuvier mesure entre 30 et 33 cm de long. Les mâles pèsent de 145 à 218 g et les femelles de 138 à 223 grammes.
Il est entièrement brun châtaigne, à l'exception d'une petite bavette blanche. Il est assez svelte, avec longues pattes et de fins doigts. Le cou est également long, ainsi que le bec, droit et foncé. Ce dernier est rose à sa base chez les femelles, alors que chez les mâles cette partie est plus sombre et mate.
Il est la dernière espèce d'oiseaux ne pouvant voler des îles de l'océan Indien occidental,, et tient souvent ses ailes atrophiées le long de son corps.

## Alimentation

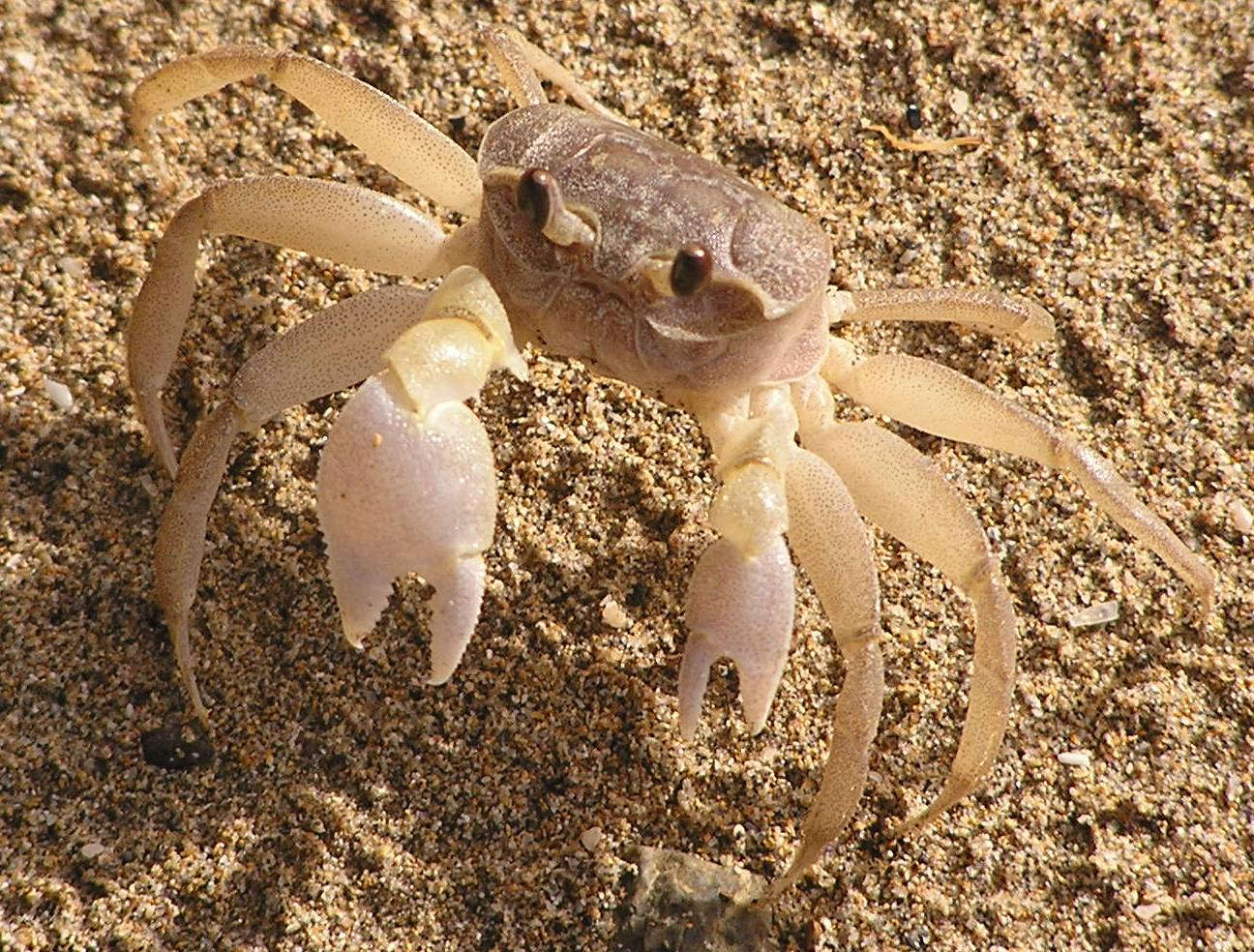
Le crabe Ocypode cordimanus.

Le Râle de Cuvier est omnivore, ayant une préférence pour les insectes. Il se nourrit également de mollusques (Melanoides, Littorina) et de crustacés (Ocypode cordimanus), ainsi que d'œufs ou de petits de tortues, comme ceux de la Tortue verte (Chelonia mydas),.

## Répartition et habitat

### Distribution géographique
Cette espèce vit aux Comores, à Madagascar, Mayotte et aux Seychelles. Son aire de répartition avoisine les 591 000 km2 selon BirdLife International, pour une population comprenant en 2009 entre 5 100 et 7 500 individus.
Dryolimnas cuvieri aldabranus a été réintroduit en 1999 sur l'île Picard depuis l'île Malabar, une autre île de l'atoll d'Aldabra. Les chats sauvages, cause de sa disparition, ayant été éradiqués.

### Habitat
Il habite plusieurs variétés d'habitats, comme les mangroves, les fruticées densément plantées de Pemphis acidula, les zones buissonneuses ouvertes ainsi que les plages de cailloux et de sable.

## Taxinomie
L'espèce fut initialement décrite en 1845 sous le protonyme de Rallus cuvieri, par l'ornithologue français Jacques Pucheran,. Il a également été classé dans le genre Canirallus avant de rejoindre le genre Dryolimnas.

### Synonymes
Plusieurs synonymes sont recensés, l'espèce ayant été décrite plusieurs fois par différents auteurs :
- Rallus gularis Lesson
- Rallus cuvieri Pucheran
- Eulabeomis gularis Gray
- Rougetius bernieri Bonaparte
- Rougetius gularis Bonaparte
- Oanirallus kioloides Pucheran
- Rallus bernieri Grandidier, 1868
- Calamodromus bernieri Heine & Reichen

### Sous-espèces
Selon Avibase, trois sous-espèces sont reconnues :
- D. c. cuvieri (Pucheran, 1845), la sous-espèce type ;
- † D. c. abbotti (Ridgway, 1894), de protonyme Rougetius abbotti, était endémique de l'île de l'Assomption avant son extinction dans le début du XXe siècle ;
- D. c. aldabranus (Günther, 1879), de protonyme Rallus gularis aldabrana, n'est trouvée que sur Aldabra, et considérée par certaines sources comme une espèce à part entière, Dryolimnas aldabranus.

## Menaces et protection
Sur l'ensemble de son territoire, l'espèce ne connaît pas de déclin numérique supérieur à 30 % en 10 ans ou en trois générations, et est donc classé par l'UICN en LC (préoccupation mineure),. Le râle de Cuvier n'a pour seul prédateur sérieux que le chat domestique, importé pour combattre les rats, mais qui a fait disparaître l'oiseau du sud et de l'ouest de l'archipel des Seychelles.